# In Your Absence
In Your Absence es el segundo EP de la banda estadounidense de post-hardcore Senses Fail. Fue lanzado el 3 de marzo de 2017 en Pure Noise Records.
Este EP incluye 3 canciones nuevas grabadas y producidas por Beau Burchell, junto con interpretaciones acústicas de "Lost and Found" de Still Searching y "Family Tradition" de Life Is Not a Waiting Room grabadas y producidas por Kyle Black. Se lanzó un video musical para el sencillo "Jets to Perú" el 26 de enero de 2017.

## Lista de canciones
| N.º | Título             | Duración |  |
| 1.  | «Jets to Perú»     | 3:52     |  |
| 2.  | «In Your Absence»  | 3:20     |  |
| 3.  | «Death Bed»        | 4:32     |  |
| 4.  | «Family Tradition» | 3:26     |  |
| 5.  | «Lost and Found»   | 3:51     |  |

## Posicionamiento en lista
| Lista (2017)                            | Posición |
| --------------------------------------- | -------- |
| Estados Unidos (Billboard 200)          | 171      |
| Estados Unidos (Top Alternative Albums) | 19       |
| Estados Unidos (Independent Albums)     | 10       |
| Estados Unidos (Top Rock Albums)        | 33       |
| Estados Unidos (Top Tastemaker Albums)  | 12       |